# Alexander Kevitz
Alexander Kevitz   (Brooklyn, 1 de setembre de 1902 - Manhattan, 24 d'octubre de 1981) fou un mestre d'escacs estatunidenc. Kevitz també va jugar als escacs per correspondència, i va ser a més a més analista i teòric dels escacs creatiu. Era farmacèutic de professió.
|  |

## Primers anys de vida
Kevitz va néixer a Brooklyn, Nova York. Es va graduar a la Universitat de Cornell el 1923. Més tard es va llicenciar en dret i farmàcia al Brooklyn College of Pharmacy. La seva carrera professional va ser la de farmacèutic.

## Resultats destacats en competició
Kevitz va derrotar el campió del món José Raúl Capablanca en una exhibició de simultànies a la ciutat de Nova York el 1924, i va derrotar l'exampió del món Emanuel Lasker també en un simultània el 1928, igualment a Nova York. Va guanyar sis cops el el campionat del club d'escacs de Manhattan: el 1929, 1936, 1946, 1955, 1974 i 1977 (segons altres fonts: el 1929, 1933, 1935, 1936, 1946, i 1947 o també el 1927, 1932, 1934, 1955, 1975 i 1977). Des de la dècada de 1920 fins a la dècada de 1950, la secció principal del campionat del club de Manhattan va ser normalment del nivell d'un fort torneig internacional. Kevitz també va representar el Manhattan Club a la "Metropolitan Chess League".
Kevitz va fer el seu debut internacional a Bradley Beach 1929, on puntuà 4/9 per al 8è lloc (Alexander Alekhine, campió del món regnant en aquell moment, va guanyar el torneig amb un impressionant resultat de 8.5/9). Kevitz va fer 7/11 a la ciutat de Nova York 1931, acabant al 3r lloc (el campió fou José Raúl Capablanca). Al 16è Campionat del Marshall Chess Club, el 1932, Kevitz va fer 9/13 punts, i fou segon, darrere de Reuben Fine. Al 17è campionat del club el 1933-34, Kevitz va fer 8/11, empatant als llocs 2n-3r, de nou per darrere de Fine. Al Campionat dels Estats Units, Nova York 1936, Kevitz va fer 7,5/15 punts i acabà en 8è lloc (el campió fou Samuel Reshevsky). En el matx per equips EUA vs URSS a Moscou 1946, Kevitz va aconseguir el millor resultat dels nord-americans amb 1,5/2 contra Ígor Bondarevski. Va empatar les dues partides contra Borislav Milić en un matx de ràdio el 1950 contra Iugoslàvia. Va quedar 13è a l'Open dels Estats Units a Milwaukee 1953. Kevitz va perdre davant Paul Keres en un matx per equips EUA vs URSS a Nova York el 1954, i va perdre les dues partides contra Aleksandr Kótov en un matx per equips EUA vs URSS a Moscou 1955. Al Campionat del Club d'Escacs de Manhattan, 1955–56, Kevitz va fer 8,5/15 per acabar als llocs 6-7, i va derrotar el seu alumne, Arthur Bisguier, un futur Gran Mestre, que llavors era campió dels Estats Units.
A la primera llista oficial de classificació de la Federació d'Escacs dels Estats Units, el 31 de juliol de 1950, Kevitz va ocupar el tercer lloc amb 2610, només per darrere de Reuben Fine i Samuel Reshevsky.
En els seus últims anys, Kevitz va ser actiu en els escacs per correspondència, sovint jugant sota el pseudònim de "Palmer Phar" (va treballar a la Farmàcia Palmer).

## Aportacions teòriques
Kevitz va fer contribucions importants a diverses obertures d'escacs. A l'obertura Réti, va desenvolupar la línia 1.Cf3 d5 2.c4 dxc4 3.e4. La variant simètrica de l'obertura anglesa (A31) que sorgeix després de 1.c4 c5 2. Cf3 Cf6 3.d4 cxd4 4. Cxd4 e5 5. Cb5 d5 sovint es coneix com el Gambit Kevitz. A l'obertura anglesa, variant Flohr-Mikenas (A18), la línia 1.c4 Cf6 2. Cc3 e6 3.e4 Cc6 es coneix com la variant Kevitz. La variant 1.d4 Cf6 2.c4 Cc6 de vegades s'anomena Defensa Kevitz-Trajkovic, alternativament Tango dels Cavalls Negres o Defensa Mexicana. A la defensa Nimzowitsch, 1.e4 Cc6, la variant Kevitz continua 2.d4 e5. A la dècada de 1940, Kevitz va analitzar una nova idea a l'atac Marshall de la Ruy Lopez, després de 1.e4 e5 2. Cf3 Cc6 3. Ab5 a6 4. Aa4 Cf6 5.0-0 Ae7 6. Te1 b5 7. Ab3 0-0 8.c3 d5 9.exd5 Cxd5 10. Cxe5 Cxe5 11. Txe5 c6 12. Axd5 cxd5 13.d4 Ad6 14. Te3, que prepara 15.h3 en cas de 14. .. Dh4.
Kevitz era respectat pels seus rivals d'escacs com a jugador, pensador i analista original. Va estar actiu en el joc de torneig fins als 78 anys el 1980, l'any abans de la seva mort.